# Kattegat Kommune
Kattegat Kommune er en fiktiv dansk kommune, som er rammen om et introduktionsforløb for nyvalgte byrådsmedlemmer. Introduktionsforløbet udbydes af Komponent - Kommunernes Udviklingscenter hvert fjerde år, umiddelbart efter kommunalvalget. På introduktionsforløbet lærer byrådsmedlemmerne, blandt andet gennem rollespil, hvilke opgaver, rettigheder og pligter, der følger med hvervet.
Kattegat Kommune benyttes også af KMD (og andre) som en fiktiv kommune i test af software.